# Чалупа (блюдо)
Чалу́па (исп. chalupa) — фирменное блюдо южно-центральной Мексики, включая штаты Идальго, Пуэбла, Герреро и Оахака. Представляет собой мексиканскую уличную закуску, или «антохитос». Это традиционная еда во время празднования Дня независимости Мексики 16 сентября. Название происходит от одноимённой лодки, распространённой в Мексике, поскольку лепёшка для чалупы имеет похожую форму.

## Описание
Чалупы готовят путём прессования тонкого слоя теста маса из никстамализованной кукурузы вокруг внешней части небольшой формы, получается некий вогнутый контейнер для начинки, напоминающий лодку, затем тесто обжаривают во фритюре для получения хрустящих неглубоких кукурузных «чашек». Их наполняют различными ингредиентами, такими как тёртая курятина, свинина, нарезанный лук, перец чипотле, красная сальса и / или зелёная сальса. Во многих случаях они могут напоминать тостады, поскольку оба сделаны из жареного или запечённого теста на основе кукурузного теста маса.
Традиционные чалупы, которые можно найти в Чолула, Пуэбла, представляют собой маленькие, толстые, жареные кукурузные лепёшки в форме лодок, покрытые только сальсой, сыром и тёртым салатом. Другие регионы Мексики предпочитают вариации, которые могут включать чоризо, свинину, тёртую курятину или пережаренные бобы, в дополнение к классическому сыру, сальсе и начинке из листьев салата. В других случаях жареная кукурузная маса имеет круглую форму, напоминающую тостаду, с традиционной начинкой.

## В США
Широкая популярность чалупы в Мексике также повлияла на блюда в мексиканских ресторанах в соседних Соединённых Штатах. Среди примечательных примеров в США — версии фастфуда, которые, в отличие от своего мексиканского прародителя, представляют собой жареные лепёшки с несколькими ингредиентами. Вместе с тем, более толстая оболочка тортильи с начинками имеют больше общего с жареным хлебом индейцев навахо и использованием жареного хлеба в качестве основы для тако, чем традиционная пикантная чалупа из Мексики.